# Kotochalia doubledaii
Kotochalia doubledaii är en fjärilsart som beskrevs av John Obadiah Westwood 1854. Kotochalia doubledaii ingår i släktet Kotochalia och familjen säckspinnare. Inga underarter finns listade i Catalogue of Life.